# Polystemma mirandae
Polystemma mirandae är en oleanderväxtart som beskrevs av Lozada-pérez. Polystemma mirandae ingår i släktet Polystemma och familjen oleanderväxter. Inga underarter finns listade i Catalogue of Life.